# 金井圓
金井 圓（かない まどか、1927年6月5日 - 2001年7月7日）は、日本の歴史学者。専攻は日本近世史。特に近世から近代にかけての対外交流史関係の著作が多い。

## 経歴
長野県東筑摩郡里山辺村（松本市）出身。旧制岡谷市立中学（現在の長野県岡谷南高等学校）を経て、1948年旧制松本高等学校文科乙類卒業、1951年東京大学文学部国史学科卒業。1956年同大学院人文科学研究科中退。1951年東京大学史料編纂所に入所、1962年助手、1971年助教授、1976年教授、1987年「日蘭交渉史の研究」で東大文学博士。1988年定年退官、名誉教授。

## 著書
- 『藩政』至文堂〈日本歴史新書〉、1962年。
  - 『藩政』（増補版）至文堂〈日本歴史新書〉、1966年。
- 『お船の話』（金井圓 述、舟倉建設委員会 編）湯の原町会、1975年。
- 『藩制成立期の研究』吉川弘文館、1975年。
- 『お雇い外国人17 人文科学』 鹿島出版会 1976。全17巻
- 『トミーという名の日本人 日米修好史話』 文一総合出版 1979
- 『近世大名領の研究-信州松本藩を中心として』 名著出版 1981
- 『日蘭交渉史の研究』 思文閣出版 1986
- 『江戸西洋事情』 新人物往来社 1988
- 『対外交渉史の研究 開国期の東西文化交流』 有隣堂 1988
- 『地方史のとびらを開く　随筆・信州と私』 北樹出版「フマニタス選書」 1989
- 『近世日本とオランダ』放送大学教育振興会 1993
- 『三浦按針 初期日欧交流の架け橋』横須賀市 2001

### 共著編
- 『日本歴史の図鑑』（児玉幸多・下川逸雄 共著）小学館〈小学館 学習図鑑シリーズ〉、1956年。
- 『総合地方史大年表』（岡山泰四 共編）人物往来社、1967年。

　『神奈川の写真誌』全5巻、石井光太郎 共編 有隣堂 1970-1971年。
- 『神奈川の写真誌 明治前期』1970年。
- 『神奈川の写真誌 明治中期』1971年。
- 『神奈川の写真誌 明治後期』1971年。
- 『神奈川の写真誌 関東大震災』1971年。
- 『神奈川の写真誌 大正』1971年。

- 『日本の社会文化史 総合講座 2 封建社会』責任編集 講談社 1974
- 『わが父はお雇い外国人　加藤政子談話筆記　L・リース書簡集』 吉見周子共編著 合同出版 1978
- 『松本城－その歴史と見どころ』編著 名著出版 1984

### 校注、解説
- 『土芥寇讎記』（校注）人物往来社〈江戸史料叢書〉、1967年。
  - 『土芥寇讎記』（校注）新人物往来社〈史料叢書〉、1985年。
  - 『土芥寇讎記』（新装版、校注）吉川弘文館〈江戸史料叢書〉、2023年。ISBN 9784642015851。

### 訳書
- ブラッドレイ・スミス『美と日本人の歴史』（永井信一 共訳）文藝春秋新社、1964年。
- マリー・アー・ペーメイリンク=ルーフロス『オランダの国立文書館の機構について』東京大学史料編纂所、1965年。
- ジョージ・サンソム『西欧世界と日本 上巻』（平川祐弘、芳賀徹、多田実 共訳）筑摩書房〈筑摩叢書〉、1966年。
- ジョージ・サンソム『西欧世界と日本 下巻』（平川祐弘、芳賀徹、多田実 共訳）筑摩書房〈筑摩叢書〉、1966年。
  - ジョージ・サンソム『西欧世界と日本 上巻』（平川祐弘、芳賀徹、多田実 共訳）筑摩書房〈ちくま学芸文庫〉、1995年。
  - ジョージ・サンソム『西欧世界と日本 中巻』（平川祐弘、芳賀徹、多田実 共訳）筑摩書房〈ちくま学芸文庫〉、1995年。
  - ジョージ・サンソム『西欧世界と日本 下巻』（平川祐弘、芳賀徹、多田実 共訳）筑摩書房〈ちくま学芸文庫〉、1995年。
- ジョン・レディー・ブラック 編『みかどの都 "ザ・ファー・イースト"の世界』（広瀬靖子 共編訳）桃源社〈桃源選書〉、1968年。
- イラストレイテッド・ロンドン・ニュース 編『描かれた幕末明治 イラストレイテッド・ロンドン・ニュース日本通信1853-1902』（金井圓 編訳）雄松堂出版、1973年。
- A.M.クレイグ/D.H.シャイヴリ 編『日本の歴史と個性 現代アメリカ日本学論集 上（近世）』（本山幸彦、芳賀徹 共監訳）ミネルヴァ書房、1973年。
- A.M.クレイグ/D.H.シャイヴリ 編『日本の歴史と個性 現代アメリカ日本学論集 下（近代）』（本山幸彦、芳賀徹 共監訳）ミネルヴァ書房、1974年。
- O.M.プール『古き横浜の壊滅 アメリカ人の震災体験』有隣堂<有隣新書> 1976
- オリヴァー・スタットラー『下田物語』社会思想社<現代教養文庫> 全3巻 1983。訳者代表
  - 上 アメリカ総領事ハリスの着任
  - 中 玉泉寺領事館と奉行所の確執
  - 下 総領事ハリスの江戸への旅行
- ペリー『日本遠征日記』雄松堂出版〈新異国叢書〉 1985